# 金子柱憲
金子 柱憲（かねこ よしのり、1961年3月4日 - ）は、東京都出身のプロゴルファー。身長173cm、体重76kg。日本大学高等学校、日本大学経済学部卒。血液型O型。愛称は名前を音読みした「ちゅうけん」。

## 来歴
日本大学付属高校3年生の時、日本オープンベストアマを獲得。日本大学に入学しゴルフ部に所属し関東学生3連覇。
プロ転向後はツアー通算6勝をあげ、1996年には3勝を挙げ、師匠の尾崎将司選手に次ぎ賞金ランク2位に。翌年のマスターズ・トーナメントにも出場した。
2011年からはシニアツアーに参戦。同年早稲田大学大学院スポーツ科学研究科に入学した。

## 人物
俳優で総合格闘家の金子賢は甥にあたる。息子は同じく日大ゴルフ部出身でゴルファーの金子憲洋。

## 略歴
- 1975年頃 - 14歳でゴルフを始める。
- 1978年 - 日本オープンに出場しローアマに輝く。
- 1979年〜1981年 - 関東学生ゴルフ選手権に優勝。
- 1982年 - 韓国オープンでプロを抑えて優勝。
- 1983年12月1日 - プロに転向。
- 1988年 - 平尾昌晃チャリティゴルフトーナメントで優勝。
- 1991年 - 関東オープンで優勝。
- 1992年 - デサントクラシック　マンシングウエアカップで優勝。
- 1994年 - 平尾昌晃チャリティゴルフトーナメントで2度目の優勝。
- 1996年 - 東建カップ、キリンオープン、ミズノオープンに優勝。全英オープンに出場。
- 1997年 - マスターズ（予選落ち）、全英オープン（予選落ち）、全米プロゴルフ選手権（71位）に出場。
- 1998年4月 - 金子柱憲・高田純次ゴルフの王道に出演。（ - 2006年9月）
- 1999年 - GEORGIA KSBオープンで優勝。
- 2001年 - 頚椎ヘルニアによりこの年のシーズンはトーナメントに出場できず。
- 2006年10月 - 熱闘!ゴルフ向上委員会に出演。（ - 2009年3月）[7]
- 2019年 - 星槎大学特任准教授就任。
- 2022年 - 同大学客員教授に就任。
- 2022年7月 - 吉本興業とマネジメント契約を締結[8][9]。